# Gregorio Méndez Magaña, Centla
Gregorio Méndez Magaña är en ort i Mexiko.   Den ligger i kommunen Centla och delstaten Tabasco, i den sydöstra delen av landet, 700 km öster om huvudstaden Mexico City. Gregorio Méndez Magaña ligger 7 meter över havet och antalet invånare är 909.
Terrängen runt Gregorio Méndez Magaña är mycket platt. Havet är nära Gregorio Méndez Magaña åt nordväst. Runt Gregorio Méndez Magaña är det ganska glesbefolkat, med 32 invånare per kvadratkilometer. Närmaste större samhälle är Ignacio Allende, 5,7 km sydost om Gregorio Méndez Magaña. Omgivningarna runt Gregorio Méndez Magaña är en mosaik av jordbruksmark och naturlig växtlighet.